# Тор: Мрачни свет
Тор: Мрачни свет (енгл. Thor: The Dark World) амерички је научнофантастични филм из 2013. године, у режији Алана Тејлора. Филм је заснован на Марвеловом стрипу о суперхероју Тору и наставак је филма Тор из 2011. године. Продуцент филма је Кевин Фајги. Сценаристи су Кристофер Јост, Кристофер Маркус и Стивен Макфили по стрипу Тор Стена Лија, Џека Кирбија и Ларија Либера и филмској причи Дона Пејна и Роберта Родата. Ово је осми наставак у серији филмова из Марвеловог филмског универзума. Насловну улогу тумачи Крис Хемсворт, а у осталим улогама су Том Хидлстон, Натали Портман, Ентони Хопкинс, Стелан Скарсгорд, Идрис Елба, Кристофер Еклстон, Адевале Акинуе-Агбаџе, Кет Денингс, Реј Стивенсон, Закари Ливај, Таданобу Асано, Џејми Александер и Рене Русо.
Развој филма је почео у априлу 2011, када је Кевин Фајги најавио да ће овај наставак пратити догађаје након филма Осветници (2012). Кенет Брана, режисер првог дела, повукао се са снимања наставка у јулу исте године. Брајан Кирк и Пети Џенкинс су узети у обзир као његова замена пре него што је Тејлор унајмљен у јануару 2012. године. Споредне улоге су подељене до августа исте године, када су Еклстон и Акинуе-Агбаџе добили улоге негативаца. Снимање је трајало од септембра до децембра, углавном у Енглеској, док су неке сцене снимљене на Исланду. Тејлор је хтео да овај филм буде више приземљен од свог претходника, на шта га је инспирисао сопствени рад на Игри престола. Он је унајмио Картера Барвела да компонује музику за филм, али Марвел га је заменио са Брајаном Тајлером.
Филм је премијерно приказан у Лондону 22. октобра 2013, док је у америчким биоскопима реализован 8. новембра исте године. Филм је добио похвале за визуелне ефекте и глуму, али критичари су критиковали причу, зликовца и темпо филма. Био је комерцијално успешан са зарадом од преко 644 милиона долара, што га чини десетим најуспешнијим филмом из 2013. године. Наставак филма, Тор: Рагнарок, премијерно је приказан 2017. године.

## Радња
Еонима далеко у историји, Бор, Одинов отац, води рат против мрачног вилењака Малекита који покушава да ослободи оружје познато као Етар Девет краљевстава. Након што успе да их порази, Бор успева да затвори моћ Етра у камен. Малекит и неки његови саборци успевају да побегну Бору без његовог знања.
Поново у садашњем времену, Локи је затворен због својих акција на Земљи.  Тор са својим ратницима одржава мир у Девет краљевстава уједно славећи обнову Бифроста, дугиног моста који служи као портал кроз свет Девет краљевстава, уништен две године раније.  Асгардијани сазнају да се ближи Конвергенција, редак астрономски феномен што може довести у питање Бифростову прецизност.
У Лондону, Џејн Фостер и Дарси Луис налазе напуштену фабрику у чијем кругу закони физике не делују регуларно. Одвојивши се од групе, Џејн Фостер се телепортује у други свет где упија Етар. Хајмдал упозорава Тора да је Фостер нестала из његовог вида што Тора враћа на Земљу. Тор схвата да је Фостер у опасности и враћа се заједно са њом у Асгард. Один препознаје Етар и упозорава да могућа катастрофа неће погодити само Фостер, већ ће имати далеко веће последице.
Пробуђен активирањем Етра, Малекит напада Асгард са својом војском. Током борбе, Малекит трага за Фостер осећајући Етар. Малекит убије Торову мајку, Фригу, али бива приморан да напусти Асгард без Фостерове и Етра. Кршећи наређење свог оца, Тор напушта Асгард након што ослободи Локија како би га провео до Малекитове домовине. Тор обећава Локију да ће моћи да убије Малекита као освету за смрт мајке.
Локи превари Малекита да извуче Етар из Фостер, али Тор не успева да га уништи. Малекит успева да побегне са Етром, смртоносно ранивши Локија. Тор и Фостер налазе портал који води ка Земљи, где се поново сусрећу са Луисовом и Селвигом, још увек погубљеним након Локијевог напада. Тим схвата да је Малекитов циљ да ослободи сву снагу Етра у центру Девет краљевстава, на Гриничу. Током борби кроз портале настале Конвергенцијом, Тор успева да избаци Малекита на родни Сварталфхајм где га убије сопствени брод оштећен током борбе.
Тор се враћа у Асгард и обавештава оца да не жели да наследи трон, као и какву је жртву поднео Локи. Након одласка, Локи разбија чаролију и приказује се уместо Одина, ког сад замењује.
У завршним сценама, Волштаг и Сиф носе Етар Сакупљачу на чување јер је процена да су два од шест Камења бескраја превише опасни на једном месту. У завршним сценама: Тор се враћа на Земљу где се среће са Фостер; ледено чудовиште из Јотунхајма и даље трчи улицама Лондона.

## Улоге
| Глумац                | Улога       |
| --------------------- | ----------- |
| Крис Хемсворт         | Тор         |
| Натали Портман        | Џејн Фостер |
| Том Хидлстон          | Локи        |
| Ентони Хопкинс        | Один        |
| Стелан Скарсгорд      | Ерик Селвиг |
| Идрис Елба            | Хејмдол     |
| Кристофер Еклстон     | Малекит     |
| Адевале Акинуе-Агбаџе | Алгрим      |
| Кет Денингс           | Дарси Луис  |
| Реј Стивенсон         | Волстаг     |
| Закари Ливај          | Фандрал     |
| Таданобу Асано        | Хоган       |
| Џејми Александер      | Сиф         |
| Рене Русо             | Фрига       |